# Gabrielle Douglas
Gabrielle Christina Victoria "Gabby" Douglas (Newport News, 31 de dezembro de 1995) é uma (possivelmente aposentada) ginasta que fez parte, por três vezes, da seleção norte-americana de ginástica, incluindo a seleção que ganhou o ouro na final por equipes do mundial de 2011 em Tóquio, no Japão. Em 2010, Gabby se mudou de Virginia para West Des Moines, Iowa para viver com uma família de acolhimento para que pudesse treinar com Liang Qiao, treinador da campeã olímpica de trave Shawn Johnson.
Nos Jogos Olímpicos de Londres 2012 participou na equipe dos Estados Unidos, ajudado a ganhar a medalha de ouro por equipes, vindo a repetir a proeza no concurso individual feminino de ginástica somando um total de 62 232 pontos, tornando-se dessa forma a primeira ginasta negra a ganhar uma medalha de ouro nos Jogos Olímpicos.
Gabby iniciou na ginástica quando tinha 6 anos, depois de sua irmã mais velha, Arielle, convencer sua mãe a matriculá-la na ginástica. Gabby venceu o campeonato estadual da Virginia, em 2004.

## Carreira

### 2010
Douglas fez sua estreia no cenário nacional, em 2010, no Nastia Liukin SuperGirl Cup, uma competição televisionada para ginastas nível 10, sediada em Worcester, Massachusetts, onde Gabby terminou em 4º lugar no Individual Geral.
Sua primeira competição como ginasta de elite foi em 2010, no CoverGirl Classic em Chicago, Illinois, onde Douglas foi a 3ª colocada na trave de equilíbrio, 6ª no salto e 9ª no Individual Geral na categoria júnior.
No Campeonato nacional júnior de 2010, Douglas ganhou a prata na trave, ficou em 4º lugar no Individual Geral e salto e empatou em 8º lugar no solo.

### 2011
Em 2011 nos Jogos Pan-Americanos de 2011 em Guadalajara, Mexico, Douglas levou o título nas barras assimétricas e por equipes. Também ficou em 5º lugar no Individual Geral.
No City of Jesolo Trophy na Itália durante o mês de março, Douglas levou o ouro junto com a equipe Norte Americana. Ela também ficou em segundo lugar no solo, empatada em terceiro na trave e em quarto lugar no Individual Geral e venceu o salto.
Em 2011, no CoverGirl Classic em Chicago, Illinois, Douglas ganhou prata nas barras.
Em St. Paul, Minnesota, no campeonato nacional de 2011, Douglas empatou pelo terceiro lugar nas barras e terminou em sétimo no individual geral por ter tido grandes erros na trave.
Depois de dois Camps de seleção no Rancho dos Karolyi em New Waverly, Texas, Douglas foi nomeada para a equipe que iria representar os EUA no Mundial de 2011, em outubro, em Tóquio, Japão.
Durante a etapa classificatória do mundial, Gabby mostrou uma performance forte em cada um dos aparelhos, terminando em 5º lugar no Individual Geral (57.657)    No entanto, devido as colocações de suas colegas de equipe, Jordyn Wieber (que foi segunda colocada) e Alexandra Raisman (que foi quarta) no Individual geral, Douglas não pode participar desta final, por causa da regra “duas [atletas] por país”. Douglas se classificou para a final das barras com 14.866, sexta colocação com movimentos como Tkatchev, um Pak salto e uma saída de duplo mortal grupado com pirueta. Seu movimentos na trave incluem um mortal para trás com pirueta e uma saída de duplo mortal grupado. A equipe dos EUA terminou a etapa classificatória em primeiro lugar (234 253) na frente da Rússia (231 062), China (230 370) e Romênia (227 228).
Durante a final por equipes feminina, Gabby contribuiu para os EUA nas paralelas (14 733). O time dos EUA ganhou o ouro (179 411) na frente da Rússia (175 329) e China (172 820). Gabrielle também participou da final de barras, onde terminou em quinto lugar após cometer um erro durante a sua série.

### 2012
Douglas continuou perseguindo seu sonho de fazer parte da equipe olímpica Norte-Americana e apareceu em primeiro lugar (61 032) no final da etapa Americana da Copa do mundo de ginástica (AT&T American Cup) no Madison Square Garden em março. Ela mostrou uma melhora em sua nota de dificuldade das Barras apresentando um Tkatchev carpado (15 633) e um novo salto, um Amanar (Yurchenko com dupla pirueta e meia). Sua série na trave que inclui um mortal para trás com pirueta rendeu um 15 100, e ela tirou 14 700 no solo, com uma série que inclui uma tripla pirueta e uma sequência de duplo twist grupado + salto de dança. Douglas recebeu a maior nota no Individual geral na competição feminina , a frente da campeã mundial e compatriota Jordyn Wieber. Entretanto, como era uma reserva na competição suas notas não foram consideradas, e consequentemente ela não foi a campeã da competição.
Mais tarde em Março, Gabrielle fez parte da equipe dos EUA que ganhou o ouro no Pacific Rim Championships. Ela teve uma primeira rotação difícil, durante seu salto (um Amanar) sua mão escorregou da mesa. De algum jeito ela conseguiu ainda assim completar duas piruetas (ao invés das duas e meia), mas ela teve uma aterrissagem difícil e machucou o tornozelo. Ela voltou para apresentar uma série incrível nas paralelas assimétricas, mas teve problemas na trave. Então, os treinadores, pensando no melhor para ela por causa do tornozelo e para não ter uma lesão pior, decidiram tirar ela da última rotação, e ela não apresentou solo na competição. Ela veio a competir na final das Barras Assimétricas, ganhando o ouro à frente de sua colega de equipe, Kyla Ross.
Sua próxima competição foi Campeonato Nacional de 2012, em junho. Ao final do primeiro dia de competições ela estava empatada em primeiro lugar com a atual campeã mundial, Jordyn Wieber com 60 650 depois de tirar 14,8 na trave, 15,05 no solo, 15,45 nas barras e 15,35 no salto. No segundo dia de competições Gabrielle caiu em seu primeiro movimento na trave e acabou com 14,1 no aparelho. Mas ela foi capaz de voltar bem à competição e perdeu por apenas 0,2 pontos depois de tirar 15,3 no solo, 15,8 no salto e 15,85 nas barras. Ela terminou a competição com uma soma de 121,7. Ganhando a prata no Individual Geral, o ouro nas Barras Assimétricas e o bronze no solo.
Martha Karolyi, a coordenador da seleção de ginástica estadunidense, apelidou Dougle de "Flying Squirrel" (Esquilo Voador) por seus voos (altíssimos) nas Barras Assimétricas.
Depois de conseguir um lugar na equipe olímpica americana, Douglas e suas colegas de equipe foram destaque na capa da revista Sports Illustrated na “previsão olímpica” de 18 de julho de 2012. Esta foi a primeira vez que uma equipe de ginástica inteira foi capa desta revista. Ela também apareceu no programa Rock Center com Brian Williams, no dia 19 de julho, onde falou sobre o apoio da família e suas ambições olímpicas. Em 20 de julho Douglas foi capa de mais uma revista, em uma das cinco capas olímpicas lançadas naquele dia pela revista Time.

#### Jogos Olímpicos de Londres 2012
Em 31 de julho de 2012, Gabby e as suas colegas de equipe, McKayla Maroney, Aly Raisman, Kyla Ross e Jordyn Wieber, venceram a competição de Equipe Feminina de Londres em 2012, ficando com a medalha de ouro.
No dia 02 de agosto de 2012, Douglas ganhou novamente o ouro, dessa vez na final do Individual geral feminino, se tornando a primeira ginasta afro-americana a vencer a prova. Ela também se tornou a primeira ginasta estadunidense a ganhar o ouro tanto por equipes, como individual na mesma olimpíada.
Em dia 6 de agosto de 2012, Douglas terminou na oitava colocação na final por aparelhos nas barras assimétricas.
Ela teve um pequeno problema ao tentar fazer uma pirueta o que a fez perder pontos de execução e também de dificuldade, já que ela perdeu a sua conexão de elementos. Ela também se classificou para a final da trave de equilíbrio, mas alguns erros a tiraram do pódio deixando-a na sétima posição.

### Jogos Olímpicos de Rio 2016
Em 10 de julho de 2016, Douglas foi nomeado para integrar a Seleção de Ginástica Artística Feminina dos Estados Unidos durante as Olimpíadas de 2016 no Brasil, ao lado das outras ginastas: Simone Biles, Laurie Hernandez, Madison Kocian e Aly Raisman. Desse modo, Douglas e Raisman se tornaram parte de um seleto grupo de ginastas estadunidenses, incluindo Shannon Miller e Dominique Dawes, para competir em duas olimpíadas.
Douglas ajudou os Estados Unidos a conquistar a segunda medalha de ouro consecutiva no evento Equipe Femininas de Rio 2016, que também foi A sua terceira medalha de ouro olímpica. Quando as pontuações finais da equipe foram anunciadas, Douglas e OS seus companheiros se autodenominaram os "Final Five" (em português: Finais Cinco) em homenagem à aposentadoria da treinadora Marta Karolyi e ao tamanho da equipe ter sido reduzido para apenas quatro ginastas a partir de 2020. 
Douglas terminou em sétimo na final do evento de Barras assimétricas do Rio 2016. 

## Vida pessoal
Douglas é filha de Timothy Douglas e Natalie Hawkins. Tem três irmãos, Arielle, Joyelle e Jonathan Douglas.